# بطری بازی (فیلم ۲۰۰۳)
بطری بازی (انگلیسی: Spin the Bottle) یک فیلم است که در سال ۲۰۰۳ منتشر شد.